# Гастин, Грант
Томас Грант Га́стин (англ. Thomas Grant Gustin, р. 14 января 1990, Норфолк, Виргиния) — американский актёр и певец, наиболее известный благодаря ролям Барри Аллена в телесериале «Флэш» и других проектах «Вселенной „Стрелы“» (2013—2023), а также Себастиана Смайта в сериале «Хор» (2011—2013).

## Биография

### Ранние годы
Гастин родился в Норфолке, штат Виргиния, США в семье Тины Хени и Тома Гастина. У него есть брат Тайлер и сестра Грэйси. Окончил норфолкскую школу «Грэнби» (Granby High School), учился в Губернаторской школе искусств (Governor’s School for the Arts) и Университете Элон (Elon University). Регулярно участвовал в постановках местной театральной студии, а в 2010 присоединился к национальному туру бродвейского мюзикла «Вестсайдская история» в роли Бэби Джона.

### Карьера

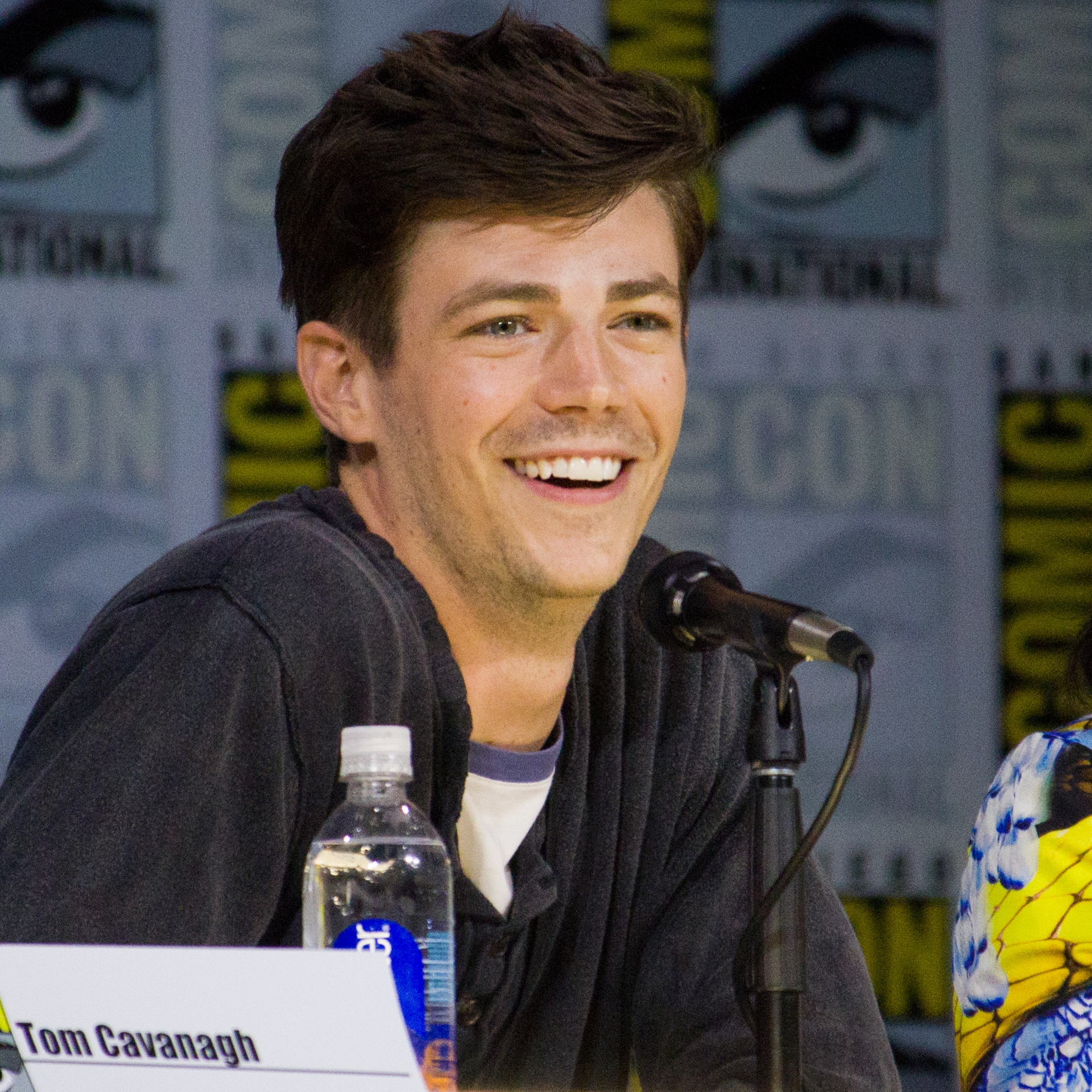
Грант Гастин на «San Diego Comic-Con» (2017)

Хотя Гастин дебютировал на телевидении ещё в 2006 году в одной из серий мистической антологии «Наваждение», известность к актёру пришла только через 5 лет, когда он получил роль Себастиана Смайта, нового солиста хора «Соловьи» и открытого гея, в популярном музыкальном сериале канала FOX «Хор». В 2012 он сыграл разлученных в детстве братьев-близнецов в эпизоде полицейского процедурала «C.S.I.: Место преступления Майами», а в 2013 исполнял повторяющуюся роль в финальном сезоне молодёжной драмы «90210: Новое поколение». Первым полнометражным фильмом для Гастина стал триллер канала Lifetime «Кошмар матери», а первой работой для большого экрана — драма «Слияние».
В сентябре 2013 стало известно, что Гастин обошёл других претендентов на роль героя комиксов вселенной DC Барри Аллена во втором сезоне приключенческого сериала «Стрела», а вскоре после этого началась работа над отдельным проектом, где его персонажу отведена уже главная роль. Премьера сериала «Флэш» состоялась в октябре 2014 года. Сериал продолжался 9 лет, финальный сезон вышел в 2023 году.
В 2024 году Гастин сыграл главную роль в мюзикле «Воды слонам!». Сайт Broadway.com назвал его работу прорывом года по результатам голосования читателей.

### Личная жизнь
В январе 2016 года Гастин начал встречаться с физиотерапевтом Андреа «Элэй» Тома (Andrea «LA» Thoma, 1988 г.р.). Они объявили о помолвке в апреле 2017 и поженились 15 декабря 2018 года. В августе 2021 года у пары родилась дочь — Джунипер Грейс Луиз Гастин. 4 марта 2024 года они объявили, что ждут второго ребёнка. В сентябре 2024 года у Гранта Гастина появился второй ребенок — сын, Артур Джеймс Грант.

## Фильмография

### Кино и телевидение
| Год       |     | Русское название                  | Оригинальное название                       | Роль                         |
| --------- | --- | --------------------------------- | ------------------------------------------- | ---------------------------- |
| 2003      | в   | Фитнес в джунглях                 | Kid Fitness Jungle Adventure Exercise Video | участник тренировки          |
| 2006      | с   | Наваждение                        | A Haunting                                  | Томас                        |
| 2011—2013 | с   | Хор                               | Glee                                        | Себастиан Смайт              |
| 2012      | с   | C.S.I.: Место преступления Майами | CSI: Miami                                  | Скотт Феррис / Трент Бертон  |
| 2012      | тф  | Кошмар матери                     | A Mother's Nightmare                        | Крис Стюарт                  |
| 2013      | с   | 90210: Новое поколение            | 90210                                       | Кэмпбэлл Прайс               |
| 2013—2020 | с   | Стрела                            | Arrow                                       | Барри Аллен / Флэш           |
| 2014      | ф   | Слияние                           | Affluenza                                   | Тодд Гудмэн                  |
| 2014—2023 | с   | Флэш                              | The Flash                                   | Барри Аллен / Флэш / Савитар |
| 2015—2016 | мс  | Виксен                            | Vixen                                       | Барри Аллен / Флэш           |
| 2016—2019 | с   | Супергёрл                         | Supergirl                                   | Барри Аллен / Флэш           |
| 2016—2020 | с   | Легенды завтрашнего дня           | Legends of Tomorrow                         | Барри Аллен / Флэш           |
| 2017      | ф   | Кристал                           | Krystal                                     | Кэмпбелл Огберн              |
| 2018      | кор | Том и Грант                       | Tom and Grant                               | Грант                        |
| 2019      | с   | Бэтвумен                          | Batwoman                                    | Барри Аллен / Флэш           |
| 2021      | кор | Снегоступы                        | Snowshoe                                    | Кэл                          |
| 2022      | ф   | Руби, собака-спасатель            | Rescued by Ruby                             | Дэниел О'Нил                 |
| 2023      | с   | Титаны                            | Titans                                      | Барри Аллен / Флэш           |
| 2023      | ф   | Щенячья любовь                    | Puppy Love                                  | Макс Стивенсон               |

### Театр
| Год       | Русское название     | Оригинальное название | Роль               | Примечание                              |
| --------- | -------------------- | --------------------- | ------------------ | --------------------------------------- |
| 2010-2011 | Вестсайдская история | West Side Story       | Бэби Джон          | Тур возрождённой бродвейской постановки |
| 2024      | Воды слонам!         | Water for Elephants   | Джейкоб Дженковски | Оригинальная бродвейская постановка     |

## Награды и номинации
| Год  | Премия                              | Номинация                             | Работа       | Итог      |
| ---- | ----------------------------------- | ------------------------------------- | ------------ | --------- |
| 2014 | IGN Award                           | Лучший ТВ-герой                       | Флэш         | Победа    |
| 2015 | Kids' Choice Awards                 | Лучший телеактёр                      | Флэш         | Номинация |
| 2015 | Сатурн                              | Лучший телеактёр                      | Флэш         | Номинация |
| 2015 | Сатурн                              | Прорыв года                           | Флэш         | Победа    |
| 2015 | Teen Choice Awards                  | Прорыв года на ТВ                     | Флэш         | Победа    |
| 2015 | Teen Choice Awards                  | Лучший поцелуй на ТВ                  | Флэш         | Номинация |
| 2015 | Teen Choice Awards                  | Лучшая «химия» на ТВ                  | Флэш         | Номинация |
| 2015 | IGN Award                           | Лучший ТВ-герой                       | Флэш         | Номинация |
| 2015 | IGN Award                           | Лучший ТВ-герой. Выбор народа         | Флэш         | Победа    |
| 2016 | Kids' Choice Awards                 | Лучший телеактёр: Семейное шоу        | Флэш         | Номинация |
| 2016 | Сатурн                              | Лучший телеактёр                      | Флэш         | Номинация |
| 2016 | Teen Choice Awards                  | Лучший ТВ-актёр: Фантастика           | Флэш         | Победа    |
| 2016 | Teen Choice Awards                  | Лучшая «химия» на ТВ                  | Флэш         | Номинация |
| 2016 | Teen Choice Awards                  | Лучший поцелуй на ТВ                  | Флэш         | Номинация |
| 2017 | MTV Movie & TV Awards               | Лучший герой                          | Флэш         | Номинация |
| 2017 | Сатурн                              | Лучший телеактёр                      | Флэш         | Номинация |
| 2017 | Teen Choice Awards                  | Лучший ТВ-актёр: Экшен                | Флэш         | Победа    |
| 2017 | Teen Choice Awards                  | Лучший ТВ-злодей                      | Флэш         | Номинация |
| 2018 | Kids' Choice Awards                 | Лучший телеактёр                      | Флэш         | Номинация |
| 2018 | MTV Movie & TV Awards               | Лучший герой                          | Флэш         | Номинация |
| 2018 | Teen Choice Awards                  | Лучший ТВ-актёр: Экшен                | Флэш         | Победа    |
| 2018 | Teen Choice Awards                  | Лучшая пара на ТВ                     | Флэш         | Номинация |
| 2018 | Teen Choice Awards                  | Самый горячий парень                  |              | Номинация |
| 2018 | Best Shorts Competition             | Актёр в главной роли                  | Том и Грант  | Победа    |
| 2019 | Kids' Choice Awards                 | Лучший телеактёр                      | Флэш         | Номинация |
| 2019 | Teen Choice Awards                  | Лучший ТВ-актёр: Экшен                | Флэш         | Номинация |
| 2019 | Сатурн                              | Лучший телеактёр                      | Флэш         | Номинация |
| 2021 | Critics' Choice Super Awards        | Лучший актёр в супергеройском сериале | Флэш         | Номинация |
| 2021 | Сатурн                              | Лучший телеактёр                      | Флэш         | Номинация |
| 2023 | Critics' Choice Super Awards        | Лучший актёр в супергеройском сериале | Флэш         | Номинация |
| 2024 | Broadway.com Audience Choice Awards | Прорывная мужская роль                | Воды слонам! | Победа    |